# Giampiero Boneschi
Giampiero Boneschi (Milano, 31 gennaio 1927 – Segrate, 12 maggio 2019) è stato un direttore d'orchestra, compositore, arrangiatore e produttore discografico italiano.

## Biografia
Fu membro del "trio" musicale Gambarelli-Mojoli-Boneschi, che trasmetteva quasi tutti i giorni dagli studi Eiar di Milano dalla fine della guerra. Fu anche intrattenitore pianista per i soldati statunitensi all'American red cross di Milano in procinto di rimpatriare.
Negli anni 1950 formò diversi gruppi, fra i quali un trio con il batterista Gil Cuppini e il sassofonista Eraldo Volontè.
Ha collaborato e inciso per diverse case discografiche, fra cui La voce del padrone, Odeon, Philips, Karim, Durium, Cam, Dischi Ricordi e molte altre. Ebbe un contratto in esclusiva con la Columbia in qualità di solista di pianoforte. È stato arrangiatore-orchestratore-direttore d'orchestra e come autore ha partecipato ad alcune edizioni del Festival di Sanremo.
Ha diretto a Roma il Festival delle rose. Ha rappresentato l'Italia nel 1960 al festival di Rio de Janeiro. Ha scritto ed eseguito le sigle di parecchi programmi radiofonici e televisivi fra i quali Lascia o raddoppia? e la sigla del Festival di Sanremo 1973 per la RAI e Scherzi a parte per Canale 5. Fra gli artisti per i quali ha curato la parte musicale figurano Luigi Tenco, Fabrizio De André, Gino Paoli, Umberto Bindi e moltissimi altri. Fu direttore artistico della Dischi Ricordi e consulente decisionale dell'assunzione degli artisti. La teca RAI conserva tutte le attività dall'inizio della creazione della TV Italiana che avvenne a Milano, della quale fu direttore d'orchestra.

## Vita privata
Sposato con la cantante Nuccia Bongiovanni, ebbe da lei due figlie: Danila e Mila.
È morto il 12 maggio 2019 e le sue ceneri sono state tumulate nel Civico Mausoleo Garbin, nel Cimitero Monumentale di Milano.

## Colonne sonore
- West and soda (1965)
- Una voglia da morire (1965)
- Il Signor Rossi compra l'automobile (1966)
- A Venezia... un dicembre rosso shocking (1973, conduttore)